# طما
طِما مدينة مصرية تتبع محافظة سوهاج بمصر، وهي قاعدة مركز طما.